# Meteorologiåret 1943

## Händelser

### Januari
- 20 januari – I Paysandú, Paysandúdepartementet, Uruguay uppmäts temperaturen + 44 °C (111.2 °F), vilket blir Uruguays högst uppmätta temperatur någonsin [1].
- 27 januari – I Spearfish, South Dakota, USA stiger barometern med 27 C° (49 F°) på 2 minuter, vilket blir världens snabbaste temperaturökning [2].

### Februari
- Februari – En mängd på 311 nederbörd faller över Gråsjön[förtydliga], Sverige vilket innebär svenskt månadsnederbörd för månaden [3].
- 9 februari - En isstorm härjar i södra Minnesota, USA [4].

### Mars
- 14-16 mars - Snöslask, is- och snöstormar härjar i Minnesota, USA [4].

### April
- April
  - Med 677 millimeter i Hovlandsdal, Norge noteras norskt månadsnederbördsrekord för månaden efter en hård kamp med Samnanger som dock får nöja sig med 667 [5].
  - En mängd på 308 nederbörd faller över Gånälven, Sverige vilket innebär svenskt månadsnederbörd för månaden [3].
  - Med 111 millimeter nederbörd noteras nytt lokalt månadsnederbördsrekord för Hemavan, Sverige [6].

### Juni
- 14 juni – Nederbörd orsakar översvämningar i  Minnesota, USA. Blixten träffar fyra spårvagnar [7].

### Augusti
- 4 augusti – I Daugavpils, Lettiska SSR, Sovjetunionen uppmäts temperaturen + 36.4 °C (97.5 °F), vilket blir Lettlands högst uppmätta temperatur någonsin [8].

### Oktober
- 27 oktober – Twin Cities i Minnesota, USA upplever en av sina dimmigaste dagar någonsin [9].

### November
- 8 november - Flera isstormar härjar vid Twin Cities i Minnesota, USA [4].

### Okänt datum
- Temperaturmätningar vid Sundsvalls flygplats i Sverige inleds [10].

## Födda
- 25 januari – Roger Daley, kanadensisk meteorolog.
- 6 november – Masao Kanamitsu, japan-amerikansk atmosfärforskare och meteorolog.

## Avlidna
- 5 juni – Charles F. Marvin, amerikansk meteorolog.
- 1 november – Alexander George McAdie, amerikansk meteorolog.
- 24 november – John Park Finley, amerikansk meteorolog.

### Fotnoter
1. ↑  ”Boletín meteorológico / Meteorologic records of Uruguay” (på Spanish). Dirección Nacional de Meteorología. Arkiverad från originalet den 9 juni 2015. https://web.archive.org/web/20150609015041/http://www.rau.edu.uy/uruguay/geografia/records.txt. Läst 1 oktober 2010.
2. ↑  Handy Weather Answer Book
3. 1 2  SMHI Arkiverad 26 augusti 2010 hämtat från the Wayback Machine.
4. 1 2 3  ”Arkiverade kopian”. Arkiverad från originalet den 22 juni 2010. https://web.archive.org/web/20100622121311/http://climate.umn.edu/pdf/ice_storms_in_minnesota.pdf. Läst 15 februari 2011.
5. ↑  MET
6. ↑  SMHI
7. ↑  ”Arkiverade kopian”. Arkiverad från originalet den 26 juli 2010. https://web.archive.org/web/20100726102347/http://www.climate.umn.edu/pdf/day_in_weather_history/june_wx_history.pdf. Läst 16 februari 2011.
8. ↑  Latvian climatic characteristics. Latvian Environment, Geology and Meteorology Centre. Läst 7 augusti 2010 (lettiska)
9. ↑  ”Arkiverade kopian”. Arkiverad från originalet den 26 juli 2010. https://web.archive.org/web/20100726102332/http://www.climate.umn.edu/pdf/day_in_weather_history/october_wx_history.pdf. Läst 16 februari 2011.
10. ↑  ”SMHI”. Arkiverad från originalet den 10 mars 2011. https://web.archive.org/web/20110310114038/http://www.smhi.se/forskning/kallt-i-sverige-men-varmt-globalt-1.13949. Läst 8 februari 2011.